# Daniel Piudo Zubiri
Daniel Piudo Zubiri (Sangüesa, 13 de octubre de 1868 - Arlegui, 24 de septiembre de 1918) fue un compositor y maestro de capilla español.

## Vida
Daniel Piudo Zubiri nació el 13 de octubre de 1868 en Sangüesa (Navarra), hijo de Isaac y Melchora; fue bautizado ese mismo día. Realizó sus primeros estudios musicales en la misma Sangüesa. Continuó sus estudios en el seminario de Pamplona, donde, en 1890 consiguió la organistía de la parroquia de San Agustín. Un año después, en 1891, fue ordenado sacerdote. En su cargo como organista de San Agustín fue sustituido por José Ferrer, que posteriormente sería organista de la Catedral de Toledo.
Tras el fallecimiento el 5 de diciembre de 1902 del maestro Gaspar Besga y Oyarzun de la Catedral de Pamplona, Piudo ocupó el cargo en 1903. Mantuvo el cargo hasta su fallecimiento en Arlegui (Navarra), 24 de septiembre de 1918, siendo sustituido en el cargo por Antonio Pérez Sáinz.

## Obra
Se conservan una veintena de composiciones de Piudo en el archivo musical de la Catedral de Pamplona, además de una serie de arreglos de otros compositores. En ocasiones, en lugar de realizar las composiciones para las misas de festivos importantes, que era parte de sus obligaciones, Piudo tomaba obras de autores «menores» alemanes, las arreglaba y les ponía un nuevo texto en latín y las entregaba como «obras que debe presentar al Cabildo por su obligación semestral de componer varias músicas para el Archivo». Parece que fue responsable de la desaparición de algunos originales barrocos por su costumbre de copiar las partituras anteriores ya deterioradas en grafía moderna o actualizada.
Piudo era un entusiasta seguidor del Cecilianismo, siguiendo al maestro Eslava, de estilo facilón y un tanto decadente. De entre su producción destaca el llamado «Rosario de los Esclavos», que aunque de calidad musical dudosa, llegó a ser muy popular. Interesante son sus dedicatorias, «A la nena de Aramburu», «A la nena de Pepe» o «La Chula».